# 소에지마 메이
소에지마 메이(副島萌生, そえじま めい, 1991년 12월 28일 아오모리현 히로사키시 ~ )는 일본의 언론인이며 NHK 소속의 여성 아나운서이다. 애칭은 메이짱(めいちゃん)이다.

## 생애 및 입사
소에지마 메이(副島萌生) 아나운서는 1991년 12월 28일 일본 아오모리현 히로사키시에서 출생했다. 그녀는 아오모리현립 히로사키 고등학교(青森県立弘前高等学校)를 졸업하고 도쿄도에 게이오기주쿠 대학을 졸업 한 후 2015년에 NHK에 입사했다. 첫 발령지인 NHK 오이타 방송국에서 아나운서로써 생활을 시작했다. 2년동안 활동하다가 2017년 4월에 NHK 나고야 방송국으로 옮겨 1년간 활동했었다. 특히 그녀는 2017년 4월부터 2018년 3월까지 11개월 동안 NHK 뉴스 오하이요 도카이를 진행했었다. 그러다가 2018년 3월 하순에 도쿄도에 NHK 방송 센터의 아나운서실로 옮기면서 지금도 활동하고 있다. 현재 그녀는 NHK 토요 스포츠와 NHK 선데이 스포츠 2020을 진행하을 하다가  NHK 뉴스 오하요 일본의 평일 진행을 2024년 3월 29일까지 하다가 2024년 4월 1일 봄개편에 따라 이토이 요오지 아나운서와 함께 NHK 뉴스 7 평일(월 ~ 목) 진행자로 낙점받아 진행을 하게 되었다,

## 특이사항
소에지마(副島) 아나운서는 고등학교때 히로사키고교방송국(약칭 HKB)에서 활동했었다, 특히 2008년 NHK배 전국고교방송콘테스트 아나운서 부문에서 "우량"(優良)으로 선출되어, 2009년 봄 제81회 선발고등학교야구대회에서 개회식 및 폐회식 사회를 맡은 경력이 있었고 대학교 시절에서는 TV 아사히 아스크에서도 활동을 했었다.

## 그 외
취미는 발레와 댄스 그리고 온천 즐기기이다.